# Jane Scarpantoni
Jane Scarpantoni je americká hráčka na violoncello. V polovině osmdesátých let byla členkou skupiny Tiny Lights. Později hrála například se skupinou King Missile a spolupracovala s duem Indigo Girls. Je vyhledávanou studiovou hráčkou, hrála například s R.E.M. nebo Johnem Luriem.

## Diskografie
Seznam není kompletní.
- Cool Blue Halo (Richard Barone, 1987)
- Green (R.E.M., 1988)
- Workbook (Bob Mould, 1989)
- Now and Again (The Grapes of Wrath, 1989)
- Primal Dream (Richard Barone, 1990)
- Clouds Over Eden (Richard Barone, 1993)
- MTV Unplugged (10,000 Maniacs, 1993)
- Fumbling Towards Ecstasy (Sarah McLachlan, 1993)
- Withdrawal Method (Die Monster Die, 1994)
- Swamp Ophelia (Indigo Girls, 1994)
- Hips and Makers (Kristin Hersh, 1994)
- This Perfect World (Freedy Johnston, 1994)
- 1200 Curfews (Indigo Girls, 1995)
- University (Throwing Muses, 1995)
- Gone Again (Patti Smith, 1996)
- Nine Objects of Desire (Suzanne Vega, 1996)
- The Body Has a Head (John S. Hall, 1996)
- Rarities, B-Sides and Other Stuff (Sarah McLachlan, 1996)
- Sheryl Crow (Sheryl Crow, 1996)
- Between Heaven and Cello (Richard Barone, 1997)
- Freak Show (Silverchair, 1997)
- Never Home (Freedy Johnston, 1997)
- Aftertaste (Helmet, 1997)
- Sunburn (Fuel, 1998)
- Failure (King Missile III, 1998)
- Neon Ballroom (Silverchair, 1999)
- The Unauthorized Biography of Reinhold Messner (Ben Folds Five, 1999)
- Ecstasy (Lou Reed, 2000)
- White Pepper (Ween, 2000)
- Out of Without (Luthea Salom, 2001)
- Songs from a Bad Hat (Mauro, 2001)
- Jingle All the Way (Crash Test Dummies, 2002)
- C'mon C'mon (Sheryl Crow, 2002)
- The Rising (Bruce Springsteen, 2002)
- Chimera (Delerium, 2003)
- The Raven (Lou Reed, 2003)
- Animal Serenade (Lou Reed, 2004)
- Misery Is a Butterfly (Blonde Redhead, 2004)
- Royal Lunch (King Missile III, 2004)
- Songs of the Unforgiven (Crash Test Dummies, 2004)
- Haughty Melodic (Mike Doughty, 2005)
- Spanish Fly: Live in Spain (Lou Reed, 2005)
- Till the Sun Turns Black (Ray LaMontagne, 2006)
- I Will Break Your Fall (Fernando Saunders, 2006)
- Berlin: Live at St. Ann's Warehouse (Lou Reed, 2008)
- Lovers Prayers (Ida, 2008)
- Sunny Day (Elizabeth Mitchell, 2010)
- The Summer I Stopped Whining (Little Green Blackbird, 2011)